# Підлісномукарівська сільська рада
Підлісномукарівська сільська́ ра́да — адміністративно-територіальна одиниця та орган місцевого самоврядування в Дунаєвецькому районі Хмельницької області. Адміністративний центр — село Підлісний Мукарів.

## Загальні відомості
- Територія ради: 29,838 км²
- Населення ради: 1 040 осіб (станом на 2001 рік)

## Населені пункти
Сільській раді підпорядковані населені пункти:
- с. Підлісний Мукарів
- с. Варварівка

## Склад ради
Рада складається з 16 депутатів та голови.
- Голова ради: Кримінський Володимир Анатолійович
- Секретар ради: Романишина Олена Михайлівна

### Керівний склад попередніх скликань
| Прізвище, ім'я, по батькові        | Основні відомості                                                         | Дата обрання | Дата звільнення |
| ---------------------------------- | ------------------------------------------------------------------------- | ------------ | --------------- |
| Колісник Майя Тадеушівна           | Сільський голова, 1963 року народження, позапартійна                      | 26.03.2006   | 31.10.2010      |
| Баран Тетяна Володимирівна         | Сільський голова, 1964 року народження, освіта вища, член Партії регіонів | 31.10.2010   | 14.12.2013      |
| Кримінський Володимир Анатолійович | Сільський голова, 1962 року народження, освіта вища, безпартійний         | 15.12.2013   |                 |

Примітка: таблиця складена за даними сайту Верховної Ради України

### Депутати
За результатами місцевих виборів 2010 року депутатами ради стали:

#### За суб'єктами висування
| Суб'єкт висування | Кількість обраних депутатів | %   |
| ----------------- | --------------------------- | --- |
| Партія регіонів   | 16                          | 100 |

#### За округами
| № округу        | Прізвище, ім'я, по батькові       | Дата визнання обраним | Освіта             | Партійна приналежність | Відомості про обраного депутата                                          |
| --------------- | --------------------------------- | --------------------- | ------------------ | ---------------------- | ------------------------------------------------------------------------ |
| Партія регіонів |                                   |                       |                    |                        |                                                                          |
| 1               | Романишин Ігор Євгенович          | 01.11.2010            | вища               | член Партії регіонів   | Підлісномукарівська загальноосвітня школа І-ІІІ ст., вчитель             |
| 2               | Романишина Олена Михайлівна       | 01.11.2010            | вища               | член Партії регіонів   | Підлісномукарівська сільська рада, секретар                              |
| 3               | Лігоцький Олександр Анатолійович  | 01.11.2010            | вища               | позапартійний          | тимчасово не працює                                                      |
| 4               | Бабій Юрій Михайлович             | 01.11.2010            | середня спеціальна | член Партії регіонів   | тимчасово не працює                                                      |
| 5               | Романишин Олександр Олександрович | 01.11.2010            | середня            | член Партії регіонів   | тимчасово не працює                                                      |
| 6               | Атаманюк Ігор Анатолійович        | 01.11.2010            | середня спеціальна | позапартійний          | тимчасово не працює                                                      |
| 7               | Дубак Інна Михайлівна             | 01.11.2010            | середня спеціальна | позапартійна           | с. Варварівка, соціальний працівник                                      |
| 8               | Нижник Наталія Євгенівна          | 01.11.2010            | середня спеціальна | позапартійна           | тимчасово не працює                                                      |
| 9               | Щіпановська Наталія Іванівна      | 01.11.2010            | середня спеціальна | позапартійна           | приватний підприємець                                                    |
| 10              | Гаврілов Євген Анатолійович       | 01.11.2010            | середня спеціальна | позапартійний          | тимчасово не працює                                                      |
| 11              | Шаховал Оксана Йосипівна          | 01.11.2010            | середня спеціальна | член Партії регіонів   | фельдшерсько-акушерський пункт, завідувачка                              |
| 12              | Колісник Анатолій Євгенович       | 01.11.2010            | середня спеціальна | позапартійний          | тимчасово не працює                                                      |
| 13              | Новіцька Неля Миколаївна          | 01.11.2010            | вища               | член Партії регіонів   | Підлісномукарівська загальноосвітня школа І-ІІІ ст., заступник директора |
| 14              | Лиса Ніна Євгенівна               | 01.11.2010            | середня            | позапартійна           | Підлісномукарівська загальноосвітня школа І-ІІІ ст., помічник кухаря     |
| 15              | Зосич Віктор Євгенович            | 01.11.2010            | середня            | член Партії регіонів   | тимчасово не працює                                                      |
| 16              | Ферик Михайло Петрович            | 01.11.2010            | середня спеціальна | член Партії регіонів   | Малієвецьке лісництво, лісник                                            |